# Prooncholaimus mawsonae
Prooncholaimus mawsonae är en rundmaskart som beskrevs av John Inglis 1971. Prooncholaimus mawsonae ingår i släktet Prooncholaimus och familjen Oncholaimidae. Inga underarter finns listade i Catalogue of Life.